# Panaque armbrusteri
Panaque armbrusteri är en fiskart som beskrevs av Lujan, Hidalgo och Stewart 2010. Panaque armbrusteri ingår i släktet Panaque och familjen Loricariidae. Inga underarter finns listade i Catalogue of Life.